# New Model Army
Se även New Model Army (band)

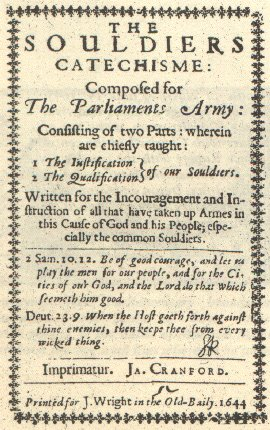
Soldatens katekes: regler, föreskrifter och övningsprocedurer.

New Model Army är den mest kända av de arméer som stred på parlamentets sida i engelska inbördeskriget. Den bestod av professionella soldater, och till skillnad mot andra militära ledare vid denna tid, som tenderade att vara aristokrater i avsaknad av militär träning, var de som ledde New Model Army utbildade generaler. Förutom de militära lagrar armén vann blev den även känd för sitt puritanska nit och stöd för "the Good Old Cause".

## Bakgrund
Oliver Cromwell var ställföreträdande befälhavare för New Model Army och förde från början befälet över kavalleriet. Cromwell var en sträng puritan som skapade en elittrupp fylld av religiöst allvar och oemotståndlig framåtanda. Orsaken var att parlamentets trupper leddes av män utsedda efter börd och inte meriter och att trupperna bestod av otränade män utan övertygelse. Det samma gällde för övrigt rojalisterna på motståndarsidan. Cromwell reformerad sin kavalleritrupp genom att handplocka sina män utifrån religiös och politisk övertygelse. Disciplinen var viktig och Cromwell ville ha en trupp som slogs av en anledning hellre än en trupp av yrkesfolk som slogs med tvång. Den som till exempel förgrep sig på civilbefolkningen straffades hårt. Cromwells styrka utmärkte sig i slaget vid Marston Moor i juli 1644. Efter detta kom hans regemente att kallas för ”old ironside” (järnsidorna). På vårvinter 1645 reformerades hela armen efter Cromwells principer och blev The New Model Army. 

## Organisation
New Model Army fick Thomas Fairfax som ledare och kom att ersätta den gamla parlamentetsarmén under inbördeskriget. New Model Army var en välorganiserad och väldisciplinerad armé med enhetliga uniformer och regelbunden betalning. Thomas Fairfax själv och övriga officerare var utsedda efter meriter och inte börd. Man hade en effektiv och professionell ledning. Deras övertygelse stärktes genom böner, predikningar och bibelläsning. New Model Army fick därmed en kärna av hängivna veteraner som såg till att moralen upprätthölls i armén. Armén blev också effektivare i sin logistik genom att effektivt ta vara på sina resurser i fråga om kapital och utrustning. Genom detta och med en målmedveten träning blev New Model Army snart kvalitativt överlägsna kungens trupper.
Detta skapade en modernisering av den engelska krigsmakten med 30-åriga krigets arméer som förebild. Sommaren 1645 möter New Model Army rojalisterna i slaget vid Naseby. Thomas Fairfax fungerade som överbefälhavare och Cromwell själv och hans svärson Henry Ireton skötte flyglarna. Slaget vid Naseby var början till slutet för rojalisterna och kungen Karl I blev tillfångatagen.

## Maktinstrument
New Model Army hyllades för sin organisation. Men samtidigt fanns ett motstånd hos byråkratin eftersom armén med sin disciplin och sina radikalt övertygade soldater fruktades av etablissemanget i London. Ideologin i New Model Army var att man slogs för folkets frihet och rättigheter och därmed fick man också stor politisk betydelse. New Model Army upplevdes till slut som ett hot mot parlamentet och 1647 ville man upplösa armén men soldaterna vägrade. Cromwell tar arméns parti och i den uppkomna situationen ser kungen Karl I sin chans att återta makten. Kungen flyr till Skottland för att sätta upp en ny armé. Cromwell möter och besegrar skottarna i slaget vid Preston. New Model Army intar nu London och rensar år 1648 ut allt motstånd i parlamentet i den så kallade Prides Purge. Återstoden av parlamentet det så kallade rumpparlamentet åtalar och dömer sedan kungen till döden 1649. 

## Den sista tiden
New Model Army används sedan som ett instrument att slå ner uppror på Irland och att möta en invasion från Skottland. På Irland fanns det rojalistiska krafter som ville göra ön till en bas för rojalisterna. Cromwell åker dit i spetsen för armén och intar staden Drogheda där både soldater och civila massakreras. Från Skottland utgick ett försök att återupprätta monarkin i England. Cromwell möter skottarna i slaget vid Dunbar 1650 där New Model Army segrar och driver den skotska armén på flykten.  Armén utropade protektoratet under Cromwells ledning 1653. Parlamentet vill upplösa armén på nytt år 1657 men armén vägrade. New Model Armys ursprungliga ideal med frihet och rättigheter för folket hade därmed förlorats och man tjänade en diktatur. Vid Cromwells död 1658 uppstod oenighet inom armén och 1660 vid tiden för restaurationen av monarkin (under Karl II) upplöstes New Model Army.